# Művészetek Háza (Miskolc)
A Művészetek Háza egy multifunkcionális kulturális központ és hangversenyterem Miskolc belvárosában, a Rákóczi Ferenc utcában. A volt Béke mozi épületének átalakításával, bővítésével jött létre. A 2006 szeptemberében megnyílt épület hangversenyteremnek, művészmozinak, kiállításra alkalmas helyiségeknek és kávézónak ad otthont, lehetőséget biztosít színházi előadásokra, gálaműsorokra és egyéb kulturális rendezvényekre.
Az épület bejáratánál 2019 szeptemberében a POKET Zsebkönyvek automatáját adták át.

## Története
Az épület 1925-ben épült Árva Pál tervei szerint, és 1926-ban költözött át ide az 1916 óta a Széchenyi utcán működő Uránia filmszínház. Éveken át riválisa volt a közeli Korona szállóban működő Apolló mozi. 1944-ben mindkét mozit államosították, az Uránia filmszínház Béke mozi, az Apolló pedig Kossuth mozi néven működött tovább.
A mai kulturális központ tervbe vételének több komolyabb előzménye volt: az egyik, hogy a 2000-es évek elején megjelentek a városban a plázák (például Miskolc Plaza, Szinvapark), és a közösségi élet súlypontja áttevődött ezekbe; a másik pedig, hogy a multiplexek megjelenésével a Béke mozi nem tudott úgy versenyre kelni, mit a közeli, művészmozivá átalakult Kossuth mozi, ezért megszűnt, épülete kihasználatlanul állt. A belvárosi Rónai Művelődési Központ szintén megszűnt. A városvezetés az ún. Főutca Pláza Projekt keretén belül célul tűzte ki, hogy erősíti a Széchenyi utca és környéke kulturális szerepét. Erre megfelelőnek tűnt a volt moziépület, amely olyan, építészet és kultúra szempontjából jelentős épületek közelében áll, mint a Miskolci Nemzeti Színház, a Miskolci Galéria és a Rákóczi-ház a Sötétkapuval.

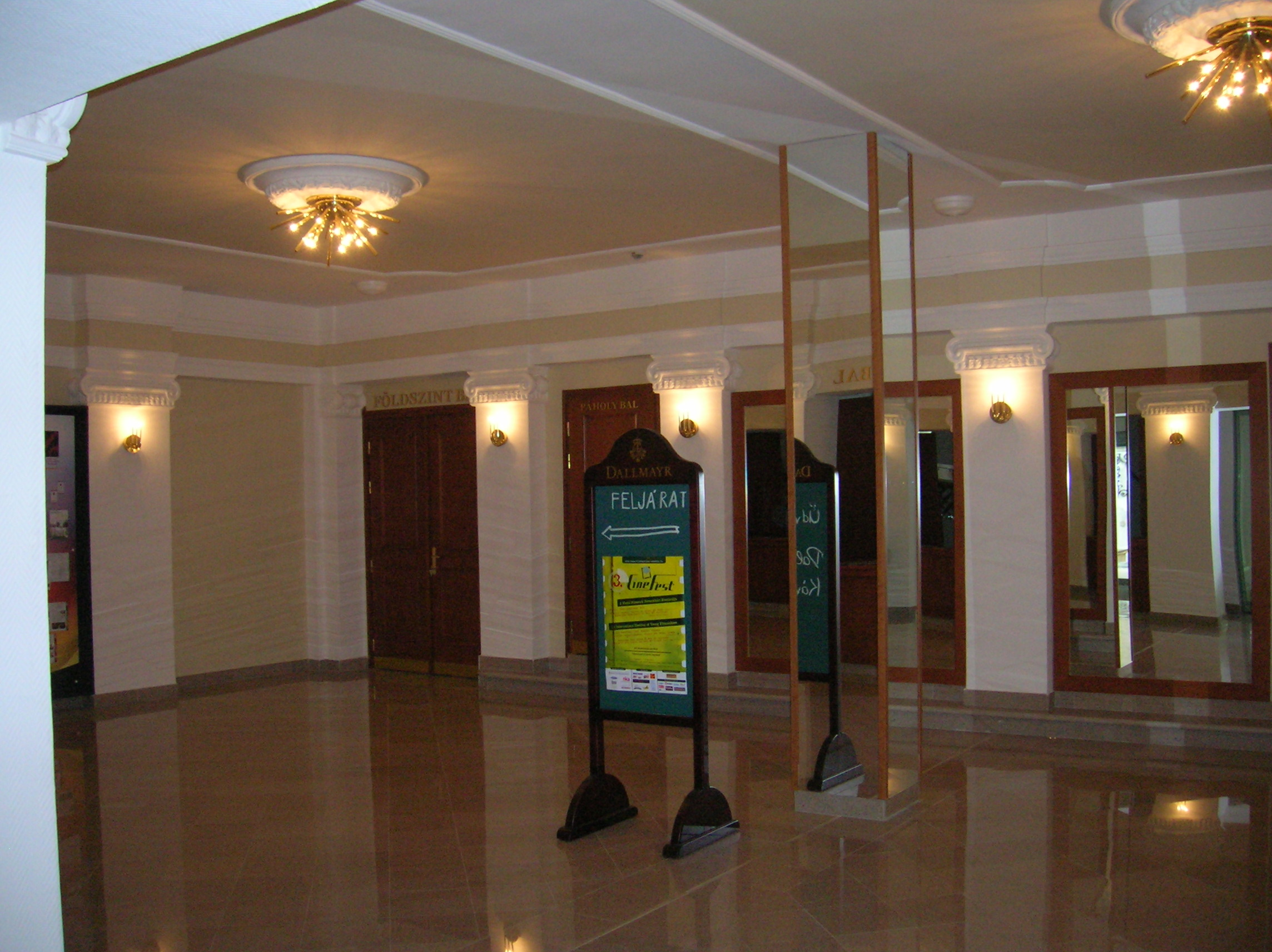
Az előcsarnok

A Művészetek Háza létrehozásáról IX-236/60.482/2004. számú határozatában döntött Miskolc város közgyűlése. Az építkezés 2005 őszén kezdődött meg; előtte a Herman Ottó Múzeum munkatársai régészeti feltárást folytattak, melynek során Árpád-kori kőboltozatú kemence maradványait, 18. századi piac nyomait, valamint egy, az 1781-es tűzvész után épült L alakú mészárszék maradványait találták meg, ez utóbbihoz két kút is tartozott.
A város 720 millió forint címzett támogatást kapott a kulturális központ létrehozására. A központot a Miskolci Szimfonikus Zenekar szervezeti egysége működteti, mivel létrehozásának egyik fő célja a megfelelő hangversenyterem biztosítása a szimfonikusoknak. A közgyűlés 2006. január 12-én döntött a kulturális központ nevéről, integrálásáról a Szimfonikus Zenekarhoz, a Zenekar alapító oklevelének ezt tükröző módosításáról, valamint a művészmozi üzemeltetéséről és a szükséges pénzügyi források biztosításáról.
Az épület jó akusztikájú nagyterme, a hangversenyterem 600 fő befogadására képes (346 földszinti ülőhely, 231 a karzaton és 23 a páholyokban), színpadja 160 m² területű (16 m széles és 10 m mély). Az akusztika további javításáról egy Carmen elnevezésű, világszínvonalú elektronikus rendszer gondoskodik. Két moziterme az emeleten található, az Uránia mozi 141, a Béke Art mozi 70 fős. Kiállítások rendezésére a földszinti és emeleti közlekedőkben kerül sor.